# Yuriy Kunakov
Yuriy Alexandrovich Kunakov (Moscou, 19 de fevereiro de 1990) é um saltador russo. Especialista no trampolim, medalhista olímpica 

## Carreira
Yuriy Kunakov representou seu país nos Jogos Olímpicos de Verão de 2008, na qual conquistou uma medalha de prata, no trampolim sincronizado com Dmitri Sautin. 